# Aphyllocladus san-martinianus
Aphyllocladus san-martinianus là một loài thực vật có hoa trong họ Cúc. Loài này được Molfino mô tả khoa học đầu tiên năm 1953.